# Indi
Indi è una città dell'India di 31.483 abitanti, situata nel distretto di Bijapur, nello stato federato del Karnataka. In base al numero di abitanti la città rientra nella classe III (da 20.000 a 49.999 persone).

## Geografia fisica
La città è situata a 17° 10' 0 N e 75° 58' 0 E e ha un'altitudine di 464 m s.l.m..

## Società

### Evoluzione demografica
Al censimento del 2001 la popolazione di Indi assommava a 31.483 persone, delle quali 16.263 maschi e 15.220 femmine. I bambini di età inferiore o uguale ai sei anni assommavano a 4.864, dei quali 2.554 maschi e 2.310 femmine. Infine, coloro che erano in grado di saper almeno leggere e scrivere erano 17.866, dei quali 10.610 maschi e 7.256 femmine.